# Чебоксарская тюрьма
Чебоксарская тюрьма, ныне известная как учреждение ИЗ-21/1, является одним из старейших исправительных учреждений России. Её история начинается во второй половине XVI века, когда по указу царя Ивана Грозного в составе Чебоксарского кремля была построена первая тюрьма. Первоначально деревянное здание было уничтожено пожаром, однако уже в 1646 году на его месте была возведена каменная тюрьма. Рядом с тюрьмой находится Введенский кафедральный собор, завершённый в 1649 году. Эти два здания остаются важными историческими памятниками города.
В разные исторические периоды тюрьма меняла свои названия и статусы. В XIX веке она получила название Чебоксарский арестный дом, а в 1871 году стала известна как Чебоксарский тюремный замок. Здесь содержались как преступники, так и политические заключённые, включая народовольцев и декабристов. Чебоксары находились на Владимирском тракте, который использовался для этапирования заключённых и каторжников в Сибирь.
После Октябрьской революции 1917 года тюрьма претерпела изменения. В 1919 году на её базе был создан арестный дом. В советский период здание продолжало использоваться как место заключения. В настоящее время Чебоксарская тюрьма остаётся действующим учреждением.